# Acacia adinophylla
Acacia adinophylla är en ärtväxtart som beskrevs av Bruce R. Maslin. Acacia adinophylla ingår i släktet akacior, och familjen ärtväxter. Inga underarter finns listade i Catalogue of Life.